# Fouad Chafik
Fouad Chafik (Pierrelatte, 16 de outubro de 1986) é um futebolista profissional franco-marroquino que atua como lateral direito.

## Carreira
Fouad Chafik integrou a Seleção Marroquina de Futebol que disputou o Campeonato Africano das Nações de 2017.